# Hemofilie
Hemofilie of bloederziekte is een erfelijke stoornis in de gehele bloedstolling.  Het bloed kan niet goed stollen omdat een bepaalde stollingsfactor in het bloed ontbreekt. Er zijn twee typen hemofilie. Bij hemofilie A heeft de patiënt onvoldoende factor VIII; wanneer er te weinig factor IX is, spreken we van hemofilie B. Hemofilie komt vrijwel uitsluitend voor bij mannen, omdat de productie van factoren VIII en IX wordt geregeld door een gen op het X-chromosoom en het defectieve gen slechts recessief wordt overgeërfd. Slechts in zeer zeldzame gevallen komt hemofilie ook bij vrouwen voor, namelijk wanneer ze op beide X-chromosomen het defectieve gen hebben. Een tekort van een van de andere stollingsfactoren heet niet hemofilie maar is een ander stollingsprobleem. Hemofilie is een tamelijk zeldzame ziekte, ongeveer 1 op de 10.000 mensen heeft hemofilie. Hemofilie A komt het meest voor (80%).

## Beschrijving
Bij hemofilie blijft de patiënt bij een verwonding of inwendige bloedingen langer bloeden dan mensen zonder hemofilie, ook bij een relatief klein ongeval zoals een sneetje of een bloedneus. Blauwe plekken of hematomen kunnen al het gevolg zijn van een niet al te ernstig trauma. Het duurt bovendien lang voor een blauwe plek bij iemand met hemofilie verdwenen is. Als deze ziekte onbehandeld blijft kan bloedarmoede ontstaan en hemofilie kan indirect zelfs leiden tot de dood. Bijzonder schadelijk zijn bloedingen in het hoofd en in de gewrichten (vooral enkels, knieën, schouders en heup). Als die onbehandeld blijven kunnen ze leiden tot blijvende invaliditeit. Inwendige bloedingen zijn zeer pijnlijk.
Een wijdverbreid misverstand over hemofilie is dat een sneetje al zou kunnen leiden tot doodbloeden. Weliswaar kan het dagen duren voor een kleine wond in de huid helemaal dicht is, wat vrij lastig is, maar uiteindelijk zal het bloed wel stollen zonder al te veel bloedverlies.
Er zijn verschillende gradaties te onderscheiden: ernstige hemofilie waarbij al bloedingen spontaan kunnen ontstaan; matige hemofilie waarbij bloedingen meestal ontstaan na een duidelijke aanleiding en milde hemofilie waarbij bloedingen meestal alleen ontstaan na een ernstig ongeluk of een operatie.

## Symptomen
De symptomen van hemofilie A en B zijn afhankelijk van de ernst van de aandoeningen en voor beide typen identiek:
- Grote blauwe plekken
- Bloedingen in spieren en gewrichten, vooral de knieën, elleboog, en enkels
- Spontane bloedingen (zonder duidelijke oorzaak)
- Langdurig nabloeden bij verwondingen, tandheelkundige ingrepen of operaties
- Ernstige interne bloedingen in vitale organen na een ernstig ongeval
- Hersenbloedingen

## Oorzaak
Hemofilie wordt in de meeste gevallen veroorzaakt door een mutatie in een gen dat codeert voor een van de stollingsfactoren. Hemofilie kent een geslachtsgebonden recessieve overerving. Aangezien het hemofilie-gen zich op het X-chromosoom bevindt komt de aandoening vrijwel uitsluitend voor bij mannen. De aandoening komt bij vrouwen pas aan het licht als beide X-chromosomen een gemuteerd gen bevatten, of als gedurende de embryonale periode alle gezonde X-chromosomen worden uitgeschakeld bij X-inactivatie.

## Behandeling
Hemofilie is tegenwoordig redelijk goed te behandelen. De ontbrekende stollingsfactoren worden dan regelmatig door injectie toegediend, zodat bloedingen worden voorkomen. Indien er toch een bloeding optreedt kan die met dezelfde stollingsfactoren worden gestopt. De behandeling kan wel bijwerkingen met zich meebrengen, zoals de vorming van antistoffen. Dat maakt de behandeling moeilijker, maar in de meeste gevallen niet onmogelijk. Een goede behandeling staat of valt met de beschikbaarheid van de benodigde stollingsfactoren.
Hemofilie is als bloederziekte al eeuwen bekend. Pas sinds 1964 is hemofilie met stollingsmiddelen te behandelen. De bekendste moderne stollingsmiddelen zijn factor VIII en factor IX. Deze eiwitten worden door farmaceutische bedrijven uit menselijk bloedplasma geïsoleerd of geproduceerd met recombinant-DNA-technieken. Zij zorgen er alle voor dat er - tijdelijk - voldoende stollingsmiddel in het bloed van de patiënt aanwezig is, zodat bijvoorbeeld bij een operatie een normale stollingsgraad kan worden bereikt.
De behandeling met uit menselijk bloed vervaardigde stollingsmiddelen heeft rampzalige gevolgen gehad voor een deel van de hemofiliepopulatie. In de jaren tachtig van de twintigste eeuw zijn uit menselijk bloed vervaardigde stollingsmiddelen besmet geraakt met Hiv. Zo is 17% van de Nederlandse hemofiliepatiënten met hiv geïnfecteerd geraakt. Velen van hen zijn overleden aan de gevolgen van aids. Langs dezelfde weg van toediening van stollingsmiddelen is (ook vóór 1980) 66% van de Nederlandse hemofiliepatiënten besmet geraakt met het hepatitis C-virus. Plasmaproducten zijn sinds 1985 veilig voor hiv en sinds 1992 voor hepatitis C. In toenemende mate is recombinant-factor VIII in gebruik.
Opereren van hemofiliepatiënten kan lastig zijn doordat het lichaam na verloop van tijd immuun kan worden voor een stollingsmiddel. Een relatief eenvoudig ongeluk, zoals een gebroken heup na een val, kan daarom al een groot probleem zijn. Er moet immers voldoende stollingsmiddel toegediend worden om eventuele inwendige bloedingen te stoppen, waarna het nog maar de vraag is of het lichaam nog meer stollingsmiddel opneemt voor een eventueel daaropvolgende operatie.

## Onderzoek

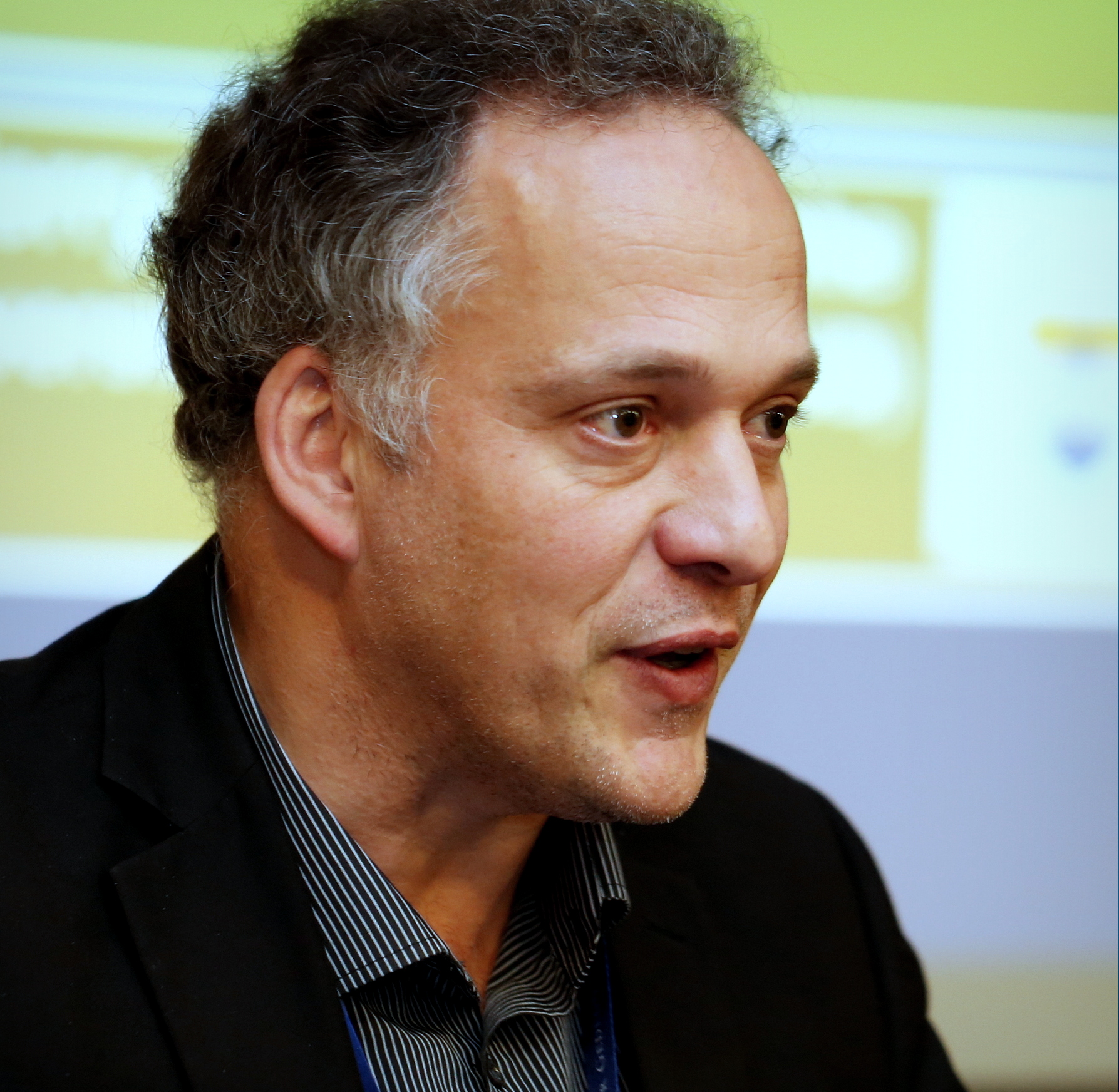
VandenDriessche

Prof. Thierry VandenDriessche en Prof. Marinee Chuah van de Vrije Universiteit Brussel onderzoeken de mogelijkheden van verbeterde behandelingswijzen voor hemofilie, waaronder ook de mogelijkheid van gentherapie. Beide onderzoekers slaagden er als eersten in met gentherapie een blijvende genezing van hemofilie A tot stand te brengen bij muizen. Bij proeven op grotere dieren botste men op problemen. Met een onderzoeksproject wil de VUB-onderzoeksgroep de mechanismen ophelderen die verantwoordelijk zijn voor het falen van gentherapie bij hemofiliepatiënten.

## Geschiedenis
In meerdere Europese koninklijke families komt hemofilie voor. Koningin Victoria van Engeland droeg het (recessieve) allel over aan haar zoon Leopold en aan twee van haar dochters: Alice en Beatrice. Alice droeg het gen via haar dochter Alexandra, de latere tsarina van Rusland, over aan haar kleinzoon de tsarevitch Aleksej. Hij was wellicht de beroemdste hemofiliepatiënt. Om zijn aandoening te genezen schakelden zijn ouders, Nicolaas II van Rusland en Alexandra Fjodorovna, de gebedsgenezer Raspoetin in. Via Beatrice kwam de ziekte in het Spaanse koningshuis terecht. Op dit moment zijn er geen leden van Europese vorstenhuizen bekend met hemofilie.
De koppeling met het vrouwelijke geslachtschromosoom moet 3000 jaar geleden bekend zijn geweest bij de Joden. Het was een moeder toegestaan de besnijdenis van haar zoon achterwege te laten als een oudere broer hevig gebloed had na diens besnijdenis en als de moeder een zus had bij wier zoons zich hetzelfde probleem voordeed.
|                            |                            |                            |                            |                            |                            | Victoria  |           |           |           |           |           |                     |                     |                     |                     |                     |                     |                 |                 |                 |                 |  |  |                                   |                                   |                                   |                                   |                                   |                                   |  |  |                  |                  |                  |                  |                  |                  |  |  |                   |                   |                   |                   |                   |                   |                 |                 |                 |                 |                 |                 |         |         |      |      |         |         |         |         |         |         |         |         |  |  |  |  |  |  |  |  |  |  |  |  |  |  |  |  |  |  |  |  |  |  |  |  |  |  |  |  |  |  |  |  |  |  |  |  |  |  |  |  |  |  |  |  |  |  |  |  |  |  |
|                            |                            |                            |                            |                            |                            |           |           |           |           |           |           |                     |                     |                     |                     |                     |                     |                 |                 |                 |                 |  |  |                                   |                                   |                                   |                                   |                                   |                                   |  |  |                  |                  |                  |                  |                  |                  |  |  |                   |                   |                   |                   |                   |                   |                 |                 |                 |                 |                 |                 |         |         |      |      |         |         |         |         |         |         |         |         |  |  |  |  |  |  |  |  |  |  |  |  |  |  |  |  |  |  |  |  |  |  |  |  |  |  |  |  |  |  |  |  |  |  |  |  |  |  |  |  |  |  |  |  |  |  |  |  |  |  |
|                            |                            |                            |                            |                            |                            |           |           |           |           |           |           |                     |                     |                     |                     |                     |                     |                 |                 |                 |                 |  |  |                                   |                                   |                                   |                                   |                                   |                                   |  |  |                  |                  |                  |                  |                  |                  |  |  |                   |                   |                   |                   |                   |                   |                 |                 |                 |                 |                 |                 |         |         |      |      |         |         |         |         |         |         |         |         |  |  |  |  |  |  |  |  |  |  |  |  |  |  |  |  |  |  |  |  |  |  |  |  |  |  |  |  |  |  |  |  |  |  |  |  |  |  |  |  |  |  |  |  |  |  |  |  |  |  |
| Eduard                     | Eduard                     | Eduard                     | Eduard                     | Eduard                     | Eduard                     |           |           | Alice     | Alice     | Alice     | Alice     | Alice               | Alice               |                     |                     |                     |                     |                 |                 |                 |                 |  |  |                                   |                                   |                                   |                                   |                                   |                                   |  |  | Leopold          | Leopold          | Leopold          | Leopold          | Leopold          | Leopold          |  |  | Beatrix           | Beatrix           | Beatrix           | Beatrix           | Beatrix           | Beatrix           |                 |                 |                 |                 |                 |                 |         |         |      |      |         |         |         |         |         |         |         |         |  |  |  |  |  |  |  |  |  |  |  |  |  |  |  |  |  |  |  |  |  |  |  |  |  |  |  |  |  |  |  |  |  |  |  |  |  |  |  |  |  |  |  |  |  |  |  |  |  |  |
| Eduard                     | Eduard                     | Eduard                     | Eduard                     | Eduard                     | Eduard                     |           |           | Alice     | Alice     | Alice     | Alice     | Alice               | Alice               |                     |                     |                     |                     |                 |                 |                 |                 |  |  |                                   |                                   |                                   |                                   |                                   |                                   |  |  | Leopold          | Leopold          | Leopold          | Leopold          | Leopold          | Leopold          |  |  | Beatrix           | Beatrix           | Beatrix           | Beatrix           | Beatrix           | Beatrix           |                 |                 |                 |                 |                 |                 |         |         |      |      |         |         |         |         |         |         |         |         |  |  |  |  |  |  |  |  |  |  |  |  |  |  |  |  |  |  |  |  |  |  |  |  |  |  |  |  |  |  |  |  |  |  |  |  |  |  |  |  |  |  |  |  |  |  |  |  |  |  |
|                            |                            |                            |                            |                            |                            |           |           |           |           |           |           |                     |                     |                     |                     |                     |                     |                 |                 |                 |                 |  |  |                                   |                                   |                                   |                                   |                                   |                                   |  |  |                  |                  |                  |                  |                  |                  |  |  |                   |                   |                   |                   |                   |                   |                 |                 |                 |                 |                 |                 |         |         |      |      |         |         |         |         |         |         |         |         |  |  |  |  |  |  |  |  |  |  |  |  |  |  |  |  |  |  |  |  |  |  |  |  |  |  |  |  |  |  |  |  |  |  |  |  |  |  |  |  |  |  |  |  |  |  |  |  |  |  |
| Britse koninklijke familie | Britse koninklijke familie | Britse koninklijke familie | Britse koninklijke familie | Britse koninklijke familie | Britse koninklijke familie |           |           | Irene     | Irene     | Irene     | Irene     | Irene               | Irene               |                     |                     | Frederik Willem     | Frederik Willem     | Frederik Willem | Frederik Willem | Frederik Willem | Frederik Willem |  |  | Tsarina Alexandra                 | Tsarina Alexandra                 | Tsarina Alexandra                 | Tsarina Alexandra                 | Tsarina Alexandra                 | Tsarina Alexandra                 |  |  | Alice            | Alice            | Alice            | Alice            | Alice            | Alice            |  |  | Victoria Eugenia  | Victoria Eugenia  | Victoria Eugenia  | Victoria Eugenia  | Victoria Eugenia  | Victoria Eugenia  |                 |                 | Leopold         | Leopold         | Leopold         | Leopold         | Leopold | Leopold |      |      | Maurits | Maurits | Maurits | Maurits | Maurits | Maurits |         |         |  |  |  |  |  |  |  |  |  |  |  |  |  |  |  |  |  |  |  |  |  |  |  |  |  |  |  |  |  |  |  |  |  |  |  |  |  |  |  |  |  |  |  |  |  |  |  |  |  |  |
| Britse koninklijke familie | Britse koninklijke familie | Britse koninklijke familie | Britse koninklijke familie | Britse koninklijke familie | Britse koninklijke familie |           |           | Irene     | Irene     | Irene     | Irene     | Irene               | Irene               |                     |                     | Frederik Willem     | Frederik Willem     | Frederik Willem | Frederik Willem | Frederik Willem | Frederik Willem |  |  | Tsarina Alexandra                 | Tsarina Alexandra                 | Tsarina Alexandra                 | Tsarina Alexandra                 | Tsarina Alexandra                 | Tsarina Alexandra                 |  |  | Alice            | Alice            | Alice            | Alice            | Alice            | Alice            |  |  | Victoria Eugenia  | Victoria Eugenia  | Victoria Eugenia  | Victoria Eugenia  | Victoria Eugenia  | Victoria Eugenia  |                 |                 | Leopold         | Leopold         | Leopold         | Leopold         | Leopold | Leopold |      |      | Maurits | Maurits | Maurits | Maurits | Maurits | Maurits |         |         |  |  |  |  |  |  |  |  |  |  |  |  |  |  |  |  |  |  |  |  |  |  |  |  |  |  |  |  |  |  |  |  |  |  |  |  |  |  |  |  |  |  |  |  |  |  |  |  |  |  |
|                            |                            |                            |                            |                            |                            |           |           |           |           |           |           |                     |                     |                     |                     |                     |                     |                 |                 |                 |                 |  |  |                                   |                                   |                                   |                                   |                                   |                                   |  |  |                  |                  |                  |                  |                  |                  |  |  |                   |                   |                   |                   |                   |                   |                 |                 |                 |                 |                 |                 |         |         |      |      |         |         |         |         |         |         |         |         |  |  |  |  |  |  |  |  |  |  |  |  |  |  |  |  |  |  |  |  |  |  |  |  |  |  |  |  |  |  |  |  |  |  |  |  |  |  |  |  |  |  |  |  |  |  |  |  |  |  |
| Waldemar van Pruisen       | Waldemar van Pruisen       | Waldemar van Pruisen       | Waldemar van Pruisen       | Waldemar van Pruisen       | Waldemar van Pruisen       | Sigismund | Sigismund | Sigismund | Sigismund | Sigismund | Sigismund | Hendrik van Pruisen | Hendrik van Pruisen | Hendrik van Pruisen | Hendrik van Pruisen | Hendrik van Pruisen | Hendrik van Pruisen |                 |                 |                 |                 |  |  | Aleksej Nikolajevitsj van Rusland | Aleksej Nikolajevitsj van Rusland | Aleksej Nikolajevitsj van Rusland | Aleksej Nikolajevitsj van Rusland | Aleksej Nikolajevitsj van Rusland | Aleksej Nikolajevitsj van Rusland |  |  | Rupert Cambridge | Rupert Cambridge | Rupert Cambridge | Rupert Cambridge | Rupert Cambridge | Rupert Cambridge |  |  | Alfonso de Borbón | Alfonso de Borbón | Alfonso de Borbón | Alfonso de Borbón | Alfonso de Borbón | Alfonso de Borbón | Jaime de Borbón | Jaime de Borbón | Jaime de Borbón | Jaime de Borbón | Jaime de Borbón | Jaime de Borbón | Juan    | Juan    | Juan | Juan | Juan    | Juan    | Gonzalo | Gonzalo | Gonzalo | Gonzalo | Gonzalo | Gonzalo |  |  |  |  |  |  |  |  |  |  |  |  |  |  |  |  |  |  |  |  |  |  |  |  |  |  |  |  |  |  |  |  |  |  |  |  |  |  |  |  |  |  |  |  |  |  |  |  |  |  |

De bovenstaande stamboom toont een rode streep bij de mannen die leden aan hemofilie en bij de vrouwen die draagster waren. Enkele conclusies:
- Leopold kan het gen alleen van zijn moeder Victoria geërfd hebben (want overerving van vader op zoon is niet mogelijk, want jongens erven geen x-chromosomen van hun vaders en bovendien was Albert, de man van Victoria, gezond) en dus was Victoria draagster.
- Eduard VII was gezond, heeft het gen dus niet geërfd en dus is ook zijn nageslacht gezond.
- Aleksej had hemofilie en dus was zijn moeder Alexandra draagster. Van de (niet getoonde) zussen van Aleksej is niet bekend of ze draagster waren, want ze hadden geen kinderen.
- Alice (dochter van Leopold) had een vader met hemofilie en was dus draagster, zoals ook blijkt uit het feit dat ze een zoon had met hemofilie.